# Rockingham 500 2001
Rockingham 500 2001 var ett race som var den sjuttonde deltävlingen i CART World Series 2001. Racet kördes den 22 september på Rockingham Motor Speedway i Corby, Storbritannien. Gil de Ferran tog sin första seger för säsongen, vilket ytterligare jämnade ut mästerskapskampen. Han tog sig förbi Kenny Bräck i en vågad manöver, när duon gick in i sista kurvan. 

## Slutresultat
| Plats | Förare               | Team                     | Grid |
| ----- | -------------------- | ------------------------ | ---- |
| 1     | Gil de Ferran        | Marlboro Team Penske     | 2    |
| 2     | Kenny Bräck          | Team Rahal               | 1    |
| 3     | Cristiano da Matta   | Newman/Haas Racing       | 8    |
| 4     | Hélio Castroneves    | Marlboro Team Penske     | 4    |
| 5     | Michael Andretti     | Team Motorola            | 3    |
| 6     | Paul Tracy           | Team KOOL Green          | 11   |
| 7     | Jimmy Vasser         | Patrick Racing           | 16   |
| 8     | Tony Kanaan          | Mo Nunn Racing           | 10   |
| 9     | Dario Franchitti     | Team KOOL Green          | 6    |
| 10    | Oriol Servià         | Sigma Autosport          | 18   |
| 11    | Max Papis            | Team Rahal               | 12   |
| 12    | Townsend Bell        | Patrick Racing           | 26   |
| 13    | Roberto Moreno       | Patrick Racing           | 9    |
| 14    | Alex Tagliani        | Forsythe Racing          | 14   |
| 15    | Bryan Herta          | Zakspeed/Forsythe Racing | 20   |
| 16    | Patrick Carpentier   | Forsythe Racing          | 7    |
| 17    | Shinji Nakano        | Fernández Racing         | 25   |
| 18    | Memo Gidley          | Chip Ganassi Racing      | 19   |
| 19    | Michel Jourdain Jr.  | Herdez Bettenhausen      | 21   |
| 20    | Maurício Gugelmin    | PacWest Racing           | 23   |
| 21    | Max Wilson           | Arciero/Brooke Racing    | 24   |
| 22    | Scott Dixon          | PacWest Racing           | 5    |
| 23    | Adrián Fernández     | Fernández Racing         | 17   |
| 24    | Christian Fittipaldi | Newman/Haas Racing       | 13   |
| 25    | Bruno Junqueira      | Chip Ganassi Racing      | 15   |
| 26    | Tora Takagi          | Walker Racing            | 22   |